# Texas 500 (1969–1972)
Texas 500, var ett Nascar-lopp som kördes på den 2 mile (3.2 km) långa ovalbanan Texas World Speedway i College Station i Texas 1969 samt 1971-1972. Loppet var ett av två Nascar Cup-lopp som kördes på Texas World Speedway, det andra var Budweiser Nascar 400.

## Vinnare genom tiderna
| Säsong | Datum       | Nr        | Förare        | Team              | Konstruktör | Distans   | Distans       | Tid       | Snitthastighet (mph) | Rapport   | Ref       |
| Säsong | Datum       | Nr        | Förare        | Team              | Konstruktör | Varv      | Miles (km)    | Tid       | Snitthastighet (mph) | Rapport   | Ref       |
| ------ | ----------- | --------- | ------------- | ----------------- | ----------- | --------- | ------------- | --------- | -------------------- | --------- | --------- |
| 1969   | 7 december  | 71        | Bobby Isaac   | Nord Krauskopf    | Dodge       | 250       | 500 (804,672) | 3:27.56   | 144,277              | Rapport   | [ 1 ]     |
| 1970   | Kördes ej   | Kördes ej | Kördes ej     | Kördes ej         | Kördes ej   | Kördes ej | Kördes ej     | Kördes ej | Kördes ej            | Kördes ej | Kördes ej |
| 1971   | 12 december | 43        | Richard Petty | Petty Enterprises | Plymouth    | 250       | 500 (804,672) | 3:28.20   | 144                  | Rapport   | [ 2 ]     |
| 1972   | 12 november | 71        | Buddy Baker   | Nord Krauskopf    | Dodge       | 250       | 500 (804,672) | 3:24.00   | 147,059              | Rapport   | [ 3 ]     |

### Konstruktörer efter antal segrar
| Antal segrar | Konstruktör | År         | Ref         |
| ------------ | ----------- | ---------- | ----------- |
| 2            | Dodge       | 1969, 1972 | [ 1 ] [ 3 ] |
| 1            | Plymouth    | 1971       | [ 2 ]       |